# Cusco
Cusco (izgovori  kuːzkoʊ), pogosto napisan Cuzco (špansko: Cuzco [izgovori kuθko] ali [kusko], kečuanščina: Qusqu ali Qosqo [izgovori qɔsqɔ]), je mesto v jugovzhodnem delu Peruja, blizu doline reke Urubambe v pogorju Andov.
Je glavno mesto regije in province Cusco. Po podatkih iz leta 2007 je imelo mesto 358.935 prebivalcev. Nahaja se na nadmorski višini okoli 3.400 m. S perujsko ustavo je bilo določeno tudi kot zgodovinska prestolnica Peruja.
Cusco je bil zgodovinsko središča Inkovskega imperija in je bil leta 1983 razglašen za Unescovo svetovno dediščino. Danes je zelo pomembna turistična destinacija, ki jo obišče skoraj dva milijona obiskovalcev letno.

## Etimologija
Domače ime mesta je Qusqu. Čeprav se uporablja v jeziku Kečua, je njegov izvor v jeziku Aymara. Sama beseda izvira iz pojma qusqu wanka ("Sovja skala"), ki opisuje mit o nastanku mesta. Legenda pravi, da je bog Inti (bog Sonca), poslal Manco Capaca in Mamo Ocllo, moža in ženo ter hkrati brata in sestro iz jezera Titicaca, da bi odkrila kraljestvo s skritim Mancovim zakladom. Iskala sta ga z zlato palico in tam kjer se naj bi se ta najgloblje zapičila, naj bi zgradili glavno mesto Sončnega cesarstva. Tako je bila izbrana lokacija blizu današnjega Cusca. "Cozco" v starodavnem jeziku pomeni tudi "kamen mejnik".
Španski konkvistadorji so privzeli lokalno ime in ga prevedli v španščino kot Cuzco ali manj pogosto Cozco. Leta 1976 je takratni mestni župan podpisal odlok o prepovedi tradicionalnega poimenovanja in naročil v vseh uradnih dokumentih uporabo novega, to je Cusco.
23. junija 1990, pod županovanjem Daniela Estrada Péreza (1983-1995), zagovornika jezika kečua, je bil določen nov uradni zapis imena mesta, Qosqo.

## Zgodovina
Ozemlje med visoko ležečimi gorami je bilo naseljeno že 1000 let pr.n.št., Inki pa so se tod naselili okoli leta 1200.
Cusco stoji na temeljih več kultur: Tawantinsuyu (star inkovski imperij) je bil zgrajen na temeljih zgradb ljudstva Killke, Španci so na temeljih nekdanjih templjev zgradili katoliške cerkve, palače in dvorce.

### Kultura Killke
Kultura  Killke je živela na območju današnjega Cusca v letih 900-1200. Datiranje kompleksa zidov v Sacsayhuamán nad Cuscom je pokazalo, da je kultura Killke zgradila trdnjavo okoli leta 1100. Inki so kasneje zasedli kompleks in ga v 13. stoletju in kasneje, razširili. Z izkopavanji v letu 2007 so našli na robu trdnjave tempelj, ki kaže tako na versko kot vojaško uporabo objekta. 13. marca 2008 so arheologi na lokaciji Sacsayhuamán odkrili še ruševine antičnega templja, cestišča in akvadukta.

### Zgodovina Inkov
Cusco je postal glavno mesto Inkovskega imperija v 13. stoletju, pomemben pa je postal v 15. stoletju.
Dva velika Inka, Pachacutec (1438-1471) in Tupac Yupanqui (1471-1493), ki sta vladala 20 let, sta zaslužna za izgradnjo in urbanizacijo mesta, ki jo je obdržalo še do danes. Prvi od obeh vladarjev (nekateri mu pripisujejo tudi gradnjo Machu Picchuja) je želel ustvariti idealno mesto, ki bi ustrezalo več funkcijam glavnega mesta: po regulaciji dveh glavnih rek (Saphi in Tullumayo), katerih poplave so redno povzročale težave prebivalcem starega Cuzca, je bila določena zasnova za zelo hierarhično organizacijo, v kateri so bile v mestnem središču združene upravne in verske funkcije, medtem ko so se na odročnih območjih in okoliških krajih nahajale obdelovalne površine (Cayaucachi, Claquillchaca, Picchu , Quillipata, Carmenca, Huacapunco, itd. so bile enote kmetijske, obrtne in industrijske proizvodnje).
Mnogi menijo, da imelo mesto v tlorisu podobo pume, za Inke svete živali. Mesto je bilo razdeljeno na dva dela: urin in hanan. Vsak se je nadalje delil na več provinc, Chinchasuyu (SZ), Antisuyu (SV), Qontisuyu (JZ) in Qullasuyu (JV). Med seboj so bili kraji povezani s cestami, ki so vodile v štiri dele imperija. Vsak lokalni vodja je moral v mestu zgraditi hišo in četrtino leta, ki je ustrezala delu imperija iz katerega je izhajal, preživeti v Cuscu. Ko je Inka umrl, je po pravilih njegov naslov prešel na enega od sinov, njegovo lastnino pa so dedovali tudi drugi njegovi sorodniki. Vsak nosilec naslova je moral zgraditi novo hišo in dodati nove dežele v cesarstvo, da bi lahko lastnik zemlje in njegova družina imeli dovolj za vzdrževanje po njegovi smrti.
Po inkovski legendi je mesto prvi zgradil Inka Sapa Pachacuti, človek, ki je preoblikoval kraljestvo Cuzco iz zaspane mestne države v veliki imperij Tahuantinsuyu. Arheološki dokazi kažejo na počasnejšo, bolj organsko rast mesta, ki se je začela že pred Pachacutijem.
Po smrti Huayna Capaca leta  1527, ki je cesarstvo razdelil sinovoma, je mesto pripadlo sinu Huáscarju. V državljanski vojni med bratoma je aprila 1532 v bitki pri Quipaipanu, brat Atahualpa prevzel oblast nad celotnim imperijem. Devetnajst mesecev kasneje so v mesto vdrli  Španci.

### Cusco po španski zasedbi
Prvi Španci so prišli v mesto 15. novembra 1533. Francisco Pizarro je uradno prišel v Cusco 23. marca 1534. Številne stavbe, zgrajene po koncu španske invazije, so mešanica avtohtone inkovske arhitekture s španskimi vplivi.
Španci so uničili večino zgradb, ki so predstavljale nekdanjo politično in versko simboliko in zgradili nove, agresivno katoliške in španske, vendar na občudovanja vrednih porušenih zidovih prejšnjih stavb. Huaccapayta, center inkovskega imperija, obdan s palačami Pachacuteca, Viracoche in Huayna predstavlja danes trg Plaza de Armas, palača Viracocha je bila porušena in na njenem mestu zgrajena katedrala, ki se je začela graditi leta 1560, Acclahuasi je danes samostan Santa Catalina, Coricaucha je bila deloma uničena, da bi naredili prostor za samostan Santo Domingo de Guzman, itd.
Leta 1536 so pod vladavino Inke Manco Yupanquija, po desetmesečnem obleganju pod vodstvom Inke Sapa, za nekaj dni mesto ponovno zavzeli Inki. V tej vojni je umrlo mnogo inkovskih in španskih bojevnikov.
Cusco je bil izhodišče za špansko kolonizacijo in širjenje krščanstva po andskem svetu. To je postalo zelo uspešno po zaslugi kmetijstva, živinoreje in rudarstva ter trgovine s Španijo. Španski naseljenci so zgradili številne cerkve in samostane, katedralo, univerzo in nadškofije.
Prvi velik potres je prizadel Cusco leta 1650. Zadnji velik potres, ki je v Cuscu povzročil veliko škodo, je bil 21. maja 1950. Med najbolj prizadetimi sta bila Dominikanski samostan in cerkev Santo Domingo, ki sta bila zgrajena na temeljih veličastnega templja Coricancha (tempelj Sonca). Stara inkovska arhitektura je potres dobro prenesla. Stari inkovski granitni zidovi templja Coricancha so ostali nepoškodovani, kot tudi druge stare zgradbe v mestu. Restavratorska dela na kompleksu Santo Domingo so bila izvedena tako, da je bil izpostavljen inkovski del, ne da bi ogrozili celovitost kolonialne dediščine. Sicer je bilo v potresu uničenih tretjina zgradb v mestu.

### Obdobje republike
Po razglasitvi neodvisnosti Peruja leta 1821, je Cusco ohranil svoj pomen v upravni hirearhiji države. Vlada je ustanovila Ministrstvo za Cuzco, ki je bilo zadolženo za opravljanje oblasti nad območjem, ki je segalo vse do brazilske meje. Cusco je postalo najpomembnejše mesto v jugovzhodni andski regiji.
Na začetku 20. stoletja se je mestno urbano območje razširilo na sosednje okraje Santiago Wanchaq.
Leta 1911 je raziskovalec Hiram Bingham uporabljal mesto kot izhodišče za ekspedicije, na katerih je ponovno odkril ruševine Machu Picchuja.

## Priznanja
Leta 1933 je Congress of Americanists  v La Plati, v Argentini  razglasil mesto kot arheološko prestolnico Amerik.
Leta 1978 je bila 7. konvencija županov velikih mest sveta v Milanu, v Italiji, kjer so Cusco razglasili za kulturno dediščino sveta.
Leta 1983 je UNESCO v Parizu mesto uvrstil na Unescov seznam svetovne dediščine. Perujska vlada ga je razglasila za turistično prestolnico Peruja in kulturno dediščino naroda.

## Geografija
Mesto Cusco se razteza po dolini reke Huatanay na nadmorski višini okoli 3.350 m in ima površino 523 km². Na severu ga obdaja Cordillera Vilcabamba s 4000 – 6000 m visokimi gorami. Najvišji vrh je Nevado Salcantay (6271 m), ki leži približno 60 km severozahodno od Cusca.

## Klima
Cusco ima subtropsko visokogorsko podnebje (klasifikacija po Köppen Cwb). Običajno je suho s temperaturami različnimi v dveh sezonah. Suha sezona traja od aprila do oktobra, z obilico sonca in občasnimi nočnimi zmrzalmi: julij je najhladnejši mesec, v povprečju pa znaša temperatura 10 °C. Mokra sezona traja od novembra do marca, z redkejšim nočnim mrazom: novembra je povprečje 13,5 °C. Poprečno pade 707 mm padavin na leto. Čeprav so mraz in toča pogosti, snega skoraj ni. Zadnje sneženje je bilo v mesecu juniju 1911.
Cusco je bil leta 2006 določen za mesto z najvišjo stopnjo UV svetlobe na Zemlji.
- Stara ulica v Cuscu
- Iglesia de la Compañía de Jesus
- Ceremonija ob dvigovanju zastav na Plaza de Armas
- Glavna katedrala v Cuscu
- Del križnega hodnika v samostanu Santo Domingo s slikami Cusco šole

## Glavne znamenitosti

### Arhitekturna dediščina
Cuzco je danes neverjetna dediščina kolonialne inkovske arhitekture. Od nastanka je ohranjen impresiven načrt mesta, zidovi zgrajeni iz granita ali andezita, premočrtne ulice, ruševine templja Coricancha, ki je bil prekrit s ploščami iz plemenitih kovin, ki ga izropali Španski vojaki in so obogatile blagajno Karla V., ostanki sveže pobeljenih hiš, palač in čudovite baročne cerkve, ki predstavljajo zlitje slogov Plateresco, Mudéjar in Churriguerizem z inkovsko tradicijo.
Zaradi svoje zgodovine in pomembnosti, je bil center mesta z ohranjenimi številnimi stavbami, trgi in ulicami iz predkolumbovskih časov ter kolonialnih stavb, dodan na Unescov seznam svetovne dediščine v letu 1983. Med glavnimi znamenitosti mesta so:

### Bario de San Blas
Obrtniška stanovanjska soseska z delavnicami in trgovinami, je enen izmed najbolj slikovitih predelov mesta. Poznana je postala po tem, ko so se vanjo naselili umetniki Mendivil, Olave in Merida. Ulice so strme in ozke, hiše so zgrajene v španskem slogu na inkovskih zidovih. Tukaj je privlačen trg in najstarejša župnijska cerkev v Cuscu, zgrajena leta 1563. V njej je iz enega kosa lesa izrezljana prižnica iz začetka kolonialne dobe lesa v Cuscu, ki jo je izdelal inkovski umetnik Tomas Tuyro Tupac. V jeziku kečua se soseska imenuje Toq'ocachi, kar pomeni "solna jama".

### Ulica Hatun Rumiyuq
To je najbolj obiskana ulica v mestu. Na ulici Hatun Rumiyoq (pomeni Stara skala), je bila palača Ince Roca, ki je bila kasneje spremenjena v rezidenco nadškofa.
Ob tej cesti, ki vodi iz Plaza de Armas v sosesko Barrio de San Blas, se vidi "kamen dvanajstih kotov", ki predstavlja mojstrovino obdelave kamna in je postala simbol zgodovine mesta.

### Samostan in cerkev La Merced
Temelj kompleksa je iz leta 1536. Prvi sklop je bil uničen v potresu leta 1650, obnova cerkve in samostana je bila končana leta 1675.
Samostan je v baročno renesančnem stilu, zanimiv je kor, kolonialne slike in lesene rezbarije. Zdaj je tukaj muzej. Na ogled je monštranca izdelana iz zlata in dragih kamnov, ki tehta 22 kg in je 130 cm visoka.

### Stolnica
Prva stolnica v Cuscu je bila Iglesia del Triunfo, zgrajena leta 1539 na temeljih palače Inke Viracocha. Danes je ta cerkev pomožna kapela katedrale.
Glavna bazilika je bila zgrajena med letoma 1560 in 1664. Kot glavni material je bil uporabljen kamen, ki je bil vzet iz bližnjih kamnolomov, nekateri kosi rdečega granita pa so bili vzeti iz trdnjave Sacsayhuamán.
Ta velika stolnica predstavlja poznogotski in baročni slog, platereskna notranjost pa je eden izmed najbolj izstopajočih primerov kolonialnega zlatarstva. Njeni izrezljani leseni oltarji so prave mojstrovine.
(Platereskni slog, okraševalni slog v španski arhitekturi zgodnje renesanse (16. st.); nastal je z mešanjem elementov cvetne gotike, italijanske in francoske renesanse in mavrske dekoracije.)
Mesto je razvilo poseben slog slikanja znan kot "Cuzco šola" in stolnica hrani izjemno zbirko lokalnih umetnikov tistega časa. V njej je znan primer Zadnje večerje, ki prikazuje Jezusa in dvanajst apostolov z morskim prašičkom, tradicionalno andsko hrano.
Stolnica je tudi sedež nadškofije Cuzco.

### Trg Plaza de Armas
Trg, v času Inkov znan kot "Trg bojevnikov", je bil v zgodovini prizorišče številnih pomembnih dogodkov, med njimi razglasitev osvojitve mesta od Francisca Pizarra.
Plaza de Armas je bil prizorišče usmrtitve Tupac Amaruja II., ki je bil vodja odpora avtohtonega prebivalstva proti Špancem.
Okrog trga so v španskem stilu zgrajene arkade iz kamna. Glavna katedrala in cerkev La Compañía ležita neposredno na ob trgu in zaokrožata veličastno obliko. Tukaj se odvijajo vsi pomembni dogodki, praznovanja, vsako nedeljo pa ceremonija dvigovanja Inkovske in zastave Peruja.

### Iglesia de la Compañía de Jesus
Cerkev Jezusove družbe, katere gradnjo so začeli jezuiti leta 1576, na temeljih palače Amarucancha inkovskega vladarja Huayna, velja za enega najboljših primerov kolonialnih baročnih zgradb v Južni Ameriki. Njena fasada je iz klesanega kamna, njen glavni oltar je izrezljan iz lesa in prekrit z zlatimi lističi. Zgrajena je bila nad podzemno kapelo in ima dragoceno zbirko slik kolonialne Cusco šole.

### Coricancha in samostan Santo Domingo
Coricancha (Quri Kancha ali "Zlato dvorišče") je bilo najpomembnejše inkovsko svetišče posvečeno Sončnemu bogu (Inti). Najstarejši del je zgrajen iz zelenega diorita, rdečega andezita, v vrtu pa so deli prostorov iz sivega andezita. Sobe so imele niše za mumije in vrata trapezoidnih oblik, ki so bila namenjena Soncu, Luni, zvezdam, strelam in mavrici in so značilne za inkovsko arhitekturo. Sobe so bile nanizane okoli velikega osrednjega dvorišča z vodnjakom na sredini. Poleg ezoteričnega pomena barv in bogastva, ki jih vsebuje zgradba, arhitektura odraža trdnost andske okolice, kot tudi mojstrstvo njenih graditeljev. Tempelj sonca je bil v notranjosti obložen z zlatimi ploščicami, tam je trajno gorel sveti ogenj in svetloba, ki jo je oddajal, se je odbijala od zlata, kar je dajalo vtis, da v sobo svetijo sončni žarki in še posebej osvetljujejo človeško figuro idola Punchao (kar pomeni dan).
Na mestu templja so Španci v renesančnem slogu zgradili samostan Santo Domingo. Po zadnjem potresu, ko je bil samostan precej poškodovan, so restavratorji stari inkovski tempelj restavrirali znotraj samostanskih zidov ter uredili več zbirk in predstavitev inkovskega verovanja, kot tudi maketo prvotnega tempeljskega kompleksa. Samostanska stavba z enim baročnim stolpom presega višino mnogih drugih stavb v mestu. V notranjosti je obsežna zbirka slik Cuzco šole.

### Sacsayhuamán
Sacsayhuamán (znan tudi kot Saksaq Waman, Sacsahuaman ali Saxahuaman) je obzidan kompleks na severnem obrobju mesta Cusco. Zgrajen je, kot mnoge druge inkovske konstrukcije, iz natančno klesanih velikih kamnitih blokov na suho sestavljenih v zid. Vsak balvan je natančno razrezan (klesan), da se med seboj tesno prilegajo brez malte.
V novembru 2008 so arheologi ugotovili, da so pred Inki, avtohtoni prebivalci kulture Killke na tem mestu okoli leta 1100 že zgradili zidan tempeljski kompleks, akvadukt in cesto, ki povezuje prazgodovinske objekte.
Sacsayhuamán leži na nadmorski višini 3701 m in je bil leta 1983 dodan na Unescov seznam svetovne dediščine kot del mesta Cusco. Vsako leto v juniju se odvija festival Inti Raymi, poklon soncu, ki privablja množice obiskovalcev.

### Drugo
Glavni stadion v Cuscu je Estadio Garcilaso de la Vega in je bil prizorišče nogometnega prvenstva Južne Amerike, Copa America 2004, ki je potekal v Peruju. Stadion je dom enega najuspešnejših nogometnih klubov države, Cienciano.
Mesto ima mednarodno letališče Alejandro Velasco Astete International Airport.

## Okolica Cusca
Vzdolž reke Urubamba, ime pomeni 'ravnico pajkov', se razprostira Sveta dolina Inkov, v kateri se je razvijala inkovska civilizacija. Dolina je 26 km dolga in se razteza na poti proti Machu Picchuju.
Pomembno mesto v inkovski kulturi je Quenko. To je bil kompleks, ki so ga uporabljali predvsem za pogrebne obrede in je še ena izmed 300 različnih lokacij, povezanih s templjem Sonca.
Tempelj Tambomachay je približno 35 minut vožnje z avtomobilom oddaljen od Cusca in je mesto, ki so ga Inki uporabljali za čaščenje vode. Obiskovalec lahko doživi mir v vodi, ki v curku pada preko skal v bližnjo reko.
Ollantaytambo je kraj, kjer njegovi prebivalci še vedno živijo po starodavnih običajih.
V vzhodnih Andih leži dolina Huatanay obkrožena z jezeri, znamenita po rastlinstvu in živalstvu. Z razglednih vrhov Tipon in Pucará Pucutupampa, kjer so različne ruševine je zagotovljen odličen razgled na Cusco in okolico.
Phuyupatamarca je arheološki kompleks, ki leži na izpostavljeni pečini in obsega labirint objektov, kanalov, mostov in pešpoti.
- Sacsayhuamán - tempeljski kompleks
- Quenko - oltarni del kompleksa
- Tempelj Tambomachay posvečen čaščenju vode
- Ostanki inkovskega mesta Ollantaytambo
- Morski prašiček (cuy)

## Prebivalstvo
Do konca 18. stoletja je bil Cusco najbolj naseljeno mesto na celini, bolj kot Lima. Zaradi velike revolucije, ki jo je vodil Tupac Amaru II. leta 1780, se je belo prebivalstvo preselilo v Arequipo, kjer naj bi bilo varnejše pred morebitno novo vstajo. Do 20. stoletja so prevladovali Mestici in Indijanci, zdaj pa se je bela populacija znatno povečala in znaša 30% vseh prebivalcev. To povečanje je posledica turističnega razcveta v mestu.
Mesto je imelo v letu 2007 358.935 prebivalcev.

## Hrana
Kot središče inkovskega imperija je bil Cusco pomembno kmetijsko območje. Območje okoli mesta je naravni rezervat za tisoče avtohtonih perujskih rastlinskih vrst, vključno z več tisoč sortami krompirja, 200 sotami koruze in drugimi. Regionalna vlada vzpodbuja ekološko pridelavo, prepovedala je gensko spremenjene sorte, te so prepovedane v celotnem Peruju..
Skoraj vse restavracije v Cuscu ponujajo lokalne, kreolske in mednarodne jedi. Poskusiti je mogoče nekaj tipičnih jedi, kot so meso alpake kuhano na različne načine, morske prašičke in sveže koruzne pite ali pa preproste okusne koruzne storže s sirom. Priljubljena je novo-andska kuhinja, ki ponuja različne recepte z uporabo lokalnih sestavin, kot so meso alpake, aguaimanto in kvinojo.

## Industrija
Večji industrijski obrat je pivovarna Cusqueña.

## Pobratena mesta
Cusco je pobraten s::
- Betlehem, Palestina[6]
- La Paz, Bolivija
- Baguio, Filipini
- Samarkand, Uzbekistan
- Ciudad de México, Mehika
- Kjoto, Japonska
- Jersey City, New Jersey, ZDA
- Lima, Peru
- Chartres, Francija
- Kaesong, Severna Koreja
- Atene, Grčija
- Moskva, Rusija
- Havana, Kuba
- Copán, Honduras
- Xi'an, Kitajska
- Potosi, Bolivija
- Cuenca, Ekvador
- Rio de Janeiro, Brazilija
- Madison, Wisconsin, ZDA

## Partnersko mesto
- Krakov, Poljska [7]